# Друга инаугурација председника Била Клинтона
Друга инаугурација Била Клинтона за председника Сједињених Држава одржана је у понедељак, 20. јануара 1997, на западном фронту зграде Капитола Сједињених Држава у Вашингтону. Ово је била 53. инаугурација и обележила је почетак друге и последње мандат Била Клинтона као председника и Ал Гора као потпредседника. Ово је била последња председничка инаугурација која се догодила у 20. веку, последња у 2. миленијуму и прва која је уживо емитована на Интернету.